# Ka-Zar
Ka-Zar est le nom de deux personnages de fiction successifs évoluant dans l’univers des bandes dessinées américaines avec pour thème la vie dans la jungle face aux bêtes sauvages.
- Le premier Ka-Zar, David Rand, est créé par Robert Byrd en 1936 et apparaît pour la première fois dans un pulp magazine du même nom des années 1930.
- Le personnage est adapté en 1939 pour sa seconde itération dans un comics de l'éditeur Timely Comics (ancêtre de Marvel Comics) dans les années 1930 et 1940. Par la suite, le scénariste Stan Lee et le dessinateur Jack Kirby de Marvel Comics créent en 1965 dans la série X-Men un nouveau Ka-Zar, Kevin Plunder, doté du même nom et possédant des caractéristiques communes.

## Analyse des personnages
Tout comme Doc Savage et The Shadow, le premier Ka-Zar, David Rand, fait partie des héros de pulps qui ont précédé les super-héros Batman et Superman. Il est clairement un tarzanide inspiré directement de Tarzan,. De nombreux tarzanides ont été adaptés aux comics, mais peu ont duré.
Le second personnage, Kevin Plunder, est également un tarzanide. Mais en plus d'être un héros de la jungle, ses histoires croisent les genres en interagissant avec des super-héros et des super-vilains.

## David Rand (Timely Comics)
La première version est un « Roi de la jungle » de la même veine que Tarzan. David Rand, connu comme Ka-Zar the Great, est le fils de John et Constance Rand, morts au Congo belge. Ses amis étaient l'éléphant Trajah et les lions Zar et Sha,. Il a été intégré a posteriori à la continuité de l'univers Marvel dans All New Official Handbook to the Marvel Universe.

### Historique de publication

#### Pulp magazine
Ka-Zar est un pulp magazine de trois numéros publiés par Manvis Publication dans les années 1930. L'auteur est Robert Byrd. L'artiste pour les couvertures est J.W. Scott. Les deux premiers numéros sont illustrés uniquement par L.F. Bjorklund. Dans le dernier, il est rejoint par Earl Mayan. Chaque numéro est vendu 10 cents. Les trois numéros s'intitulent :
1. King of Fang and Claw (octobre 1936)
2. Roar of the Jungle (janvier 1937)
3. The Lost Empire (juin 1937)

#### Timely Comics
En 1939, le personnage de Ka-Zar apparaît dans le comic book Marvel Comics #1. Timely Comics change le nom de la série en Marvel Mystery Comics dès le second numéro. De 1939 à 1941, David Rand apparaît dans les numéros 2 à 16 puis 21 et 23 de cette même série.

## Kevin Plunder (Marvel Comics)
La seconde version est un mélange de Tarzan et de l'homme des cavernes Tor, créé par Joe Kubert en 1953. C'est l'héritier d'un riche aristocrate britannique, élevé par un tigre à dents de sabre après la mort de ses parents. Il vit sur la Terre Sauvage (Savage Land), une jungle cachée dans l'Antarctique et peuplée de dinosaures rappelant Le Monde perdu d'Arthur Conan Doyle.

### Publications

#### Version originale
- Marvel Super-Heroes #19 (1969)
- Ka-Zar vol.1 #1-3 (1970-1971 ; essentiellement des rééditions)
- Astonishing Tales #1-20 (1970-1973)
- Savage Tales #1, 6-11 (1971, 1974-1975)
- Shanna the She-Devil (1972)
- Ka-Zar: Lord of the Hidden Jungle #1-20 (1974-1977)
- Ka-Zar the Savage #1-34 (1981-1984)
- Ka-Zar: Guns of the Savage Land (graphic novel, 1990)[8]
- Ka-Zar of the Savage Land (one-shot, 1997)
- Ka-Zar vol.2 #1-20 (1997-1998)
- Ka-Zar Annual (1997)
- Ka-Zar # -1 (1997)

#### Version française
- Une aventure des X-Men : Ka-Zar (Éditions Lug, 1975)
- Une aventure de Ka-Zar nos 1-3 (Éditions Lug, 1976-1977) 
  1. La Jungle oubliée (1976)
  2. L’Île maudite (1976)
  3. La Vallée des brumes (1977)
- Etranges Aventures nos 44-66, (Arédit/Artima, (1975-1980)
- Les Étranges X-Men no 4 : Au royaume de Ka-Zar (Éditions Lug, 1984)
- Ka-Zar nos 1-6 (Arédit/Artima, 1982-1984)
- Hulk (revue) (Collection Flash) nos 9-13 (Arédit/Artima, 1984-1985)
- Vengeur (revue) nos 10-18 (Arédit/Artima, (1986-87)
- Une aventure de l'Araignée N°26 : Rencontre avec Ka-Zar (Éditions Lug, 1986)
- Marvel Select (nos 3-24 Panini, 1998-2000)
- Ka-Zar La loi de la jungle (Panini 2013)[9]
- L'intégrale Ka-Zar 1969-1973 (Panini Comics, 2020)
- L'intégrale Ka-Zar 1973-1974 (Panini Comics, 2021)
- L'intégrale Ka-Zar 1974-1975 (Panini Comics, 2025)

### Versions alternatives
En plus de la version de Ka-Zar, alias Kevin Plunder, créée par Stan Lee et Jack Kirby, d'autres versions du personnage existent dans des comics Marvel dont les histoires se déroulent dans des réalités alternatives à Terre-616 (la continuité principale de l'univers Marvel). Certaines versions ne sont que sporadiques, comme dans Mighty World Of Marvel (vol. 2) #13 en 1984 où une version alternative de Ka-Zar vit sur la Terre-8413 ; il s'agit de Kavin Plundarr, un membre du Captain Britain Corps.
Dans les séries What if?, des versions alternatives du personnage sont présentes dans les histoires :
- « What If...The Beast and The Thing Continued To Mutate? », publiée dans What if? (vol. 1) #37 en février 1983 ;
- « What If the Avengers Lost Operation Galactic Storm? », publiée dans What if? (vol. 2) #55 en novembre 1993 ;
- « What If... Starring Ka-Zar: New York... ...The New Savage Land... ...No Escape! », publiée dans What if? (vol. 2) #112 en septembre 1998.

Durant les années 2000, dans l'univers de la série Earth X imaginée par Alex Ross, Ka-Zar et Shanna ont été transformés par le virus X. Le premier a désormais une tête de tigre à dents de sabre et la seconde une de léopard.
Dans l'univers alternatif de Marvel Zombies, tous les super-héros sont devenus des zombies cannibales. Vif-Argent est responsable de la propagation de la maladie jusqu'à la Terre Sauvage, infectant ses habitants dont Ka-Zar.
Dans l'univers alternatif de House of M, Lord Kevin Reginald Plunder est un militant des droits de l'homme. Il obtient l'asile politique aux États-Unis après avoir fui la Pangée Il y purgeait une peine de prison pour avoir pris position contre le gouvernement en place.
Une version alternative de Ka-Zar est présente dans la série Age of Ultron (2013). Dans cette réalité, le robot Ultron a pris le contrôle d'une portion de la planète. Les super-héros qui forment la résistance se réfugient chez Ka-Zar en Terre Sauvage.

### Apparition dans d'autres médias

#### Séries télévisées
Le personnage apparait dans l'épisode 14 (« The Hunter and the Hunted ») de la série animée Spider-Man (1981) et dans les épisodes 25, 26, 38 et 39 de la série animée X-Men en 1994 (« Reunion » et « Savage Land, Strange Heart »).

#### Jeux vidéo
Le personnage apparaît dans le jeu vidéo X-Men Legends II : L'Avènement d'Apocalypse (2005), le doubleur John Cygan prêtant sa voix à Ka-Zar en version originale. 
Dans Marvel Heroes (2013), Ka-Zar est un personnage non-joueur. En version originale, il est doublé par l'acteur Crispin Freeman.

#### Personnages
- (en) Ka-Zar (David_Rand) sur marvel.com
- (en) Ka-Zar (David Rand) sur la Comic Book Database
- (en) The Golden Age Ka-Zar sur internationalhero.co.uk
- (en) Ka-Zar (Kevin Plunder) sur marvel.com
- (en) Ka-Zar (Kevin Plunder) sur la Comic Book Database

#### Séries
- (en) Ka-Zar (1970) sur la Comic Book Database
- (en) Ka-Zar (1974) sur la Comic Book Database
- (en) Ka-Zar (1997) sur la Comic Book Database
- (en) Ka-Zar (2011) sur la Comic Book Database